# Miguel Hidalgo
 For alternative betydninger, se Hidalgo. (Se også artikler, som begynder med Hidalgo)
Miguel Gregorio Antonio Ignacio Hidalgo y Costilla (født 8. maj 1753 på en ranch ved San Vicente i delstaten Guanajuato – henrettet 30. juli 1811 i Chihuahua, Mexico) var hovedmanden bag Mexicos uafhængighedskrig med Spanien. Hidalgo var af ren spansk-kreolsk afstamning og var præst i Dolores (nu kaldet Dolores Hidalgo), en by i nutidens central-mexicanske delstat Guanajuato.
Hidalgo læste forbudt fransk litteratur og var modstander af statskirken. Han lærte den oprindelige befolknings sprog og undsagde offentligt mange aspekter ved katolicismen, bl.a. præsters seksuelle afholdenhed. I mineområderne i det centrale Mexico begyndte Miguel Hidalgo og andre kreolere fra de højere samfundslag en sammensværgelse med det formål at iværksætte en betydelig opstand blandt mestizer og indianske bønder.
Da han blev varskoet af Josefa Ortiz de Domínguez ("La Corregidora") om, at hans revolutionære komplot var opdaget, og at han snart ville blev arresteret for konspiration, afslørede han sin Grito de Dolores-plan fra sin kirkes klokketårn den 16. september 1810, og han samlede mere end 80.000 mennesker omkring sig. Det var ikke en uafhængighedstale, men en tale om Mexicos behov for at beskytte sig mod dem, der havde tilranet sig magten i landet og mod Fernando VIIs fjender. Dermed startede Hidalgo det store oprør i 1810. Hans kampråb var "Længe leve Jomfruen af Guadalupe og død over spanierne!"
En måned senere blev byerne Guanajuato og Guadalajara indtaget, og hæren marcherede mod Mexico City. Den 17. januar 1811 blev hans hær slået af spanske tropper ved Calleja i nærheden Guadalajara i slaget ved Puente Grande. Hidalgo blev taget til fange, forhørt af den spanske inkvisition og dømt til døden. Dødsdommen blev fuldbyrdet den 30. juli 1811 i Chihuahua.
Efter republikken Mexicos grundlæggelse i 1924 blev den 16. september dagen, hvor Hidalgo holdt sin tale fra klokketårnet, gjort til national helligdag.